# Крымск
Кры́мск — город на юге России. Административный центр Крымского района и Крымского городского поселения Краснодарского края. Город краевого подчинения.
Основан как станица Крымская в 1862 году (город — с 1958 года).  С 22 апреля 2019 года является городом воинской доблести.

## География
Город расположен на берегу реки Адагум (впадает в Варнавинское водохранилище, каналами соединяется с Кубанью) в предгорьях северо-западной части Главного Кавказского хребта. Находится в 102 км к юго-западу от Краснодара и в 53 км к северо-востоку от Новороссийска.
Узловая железнодорожная станция Крымская Северо-Кавказской железной дороги на линии Тимашёвская — Краснодар — Новороссийск, направление на Протоку — Староминскую, ответвления на Крымский полуостров , станции Кавказ (паром на Керчь) и Анапу, Грушёвую.
Ближайший гражданский аэропорт находится в Анапе, вблизи города расположен военный аэродром.

### Климат
Климат в Крымске умеренно-континентальный, влажный. Летом средняя температура воздуха в июле составляет +24,1 ºС. Исторический максимум зафиксирован в 1971 году (+41,5 ºС). Зимой, несмотря на то, что средние температуры зимних месяцев в городе положительные и составляют +3,3 ºС, при прохождении холодных атмосферных фронтов температура может опускаться ниже −20 ºС. Исторический минимум зафиксирован в 2006 году (−28,8 ºС.)
| Показатель                                    | Янв. | Фев. | Март | Апр. | Май  | Июнь | Июль | Авг. | Сен. | Окт. | Нояб. | Дек. | Год  |
| --------------------------------------------- | ---- | ---- | ---- | ---- | ---- | ---- | ---- | ---- | ---- | ---- | ----- | ---- | ---- |
| Средний суточный максимум, °C                 | 5,8  | 5,4  | 8,4  | 14,0 | 18,9 | 23,0 | 26,8 | 26,5 | 22,0 | 16,9 | 11,2  | 6,9  | 15,5 |
| Средняя температура, °C                       | 3,9  | 3,3  | 6,2  | 11,4 | 16,1 | 20,4 | 24,1 | 23,9 | 19,6 | 14,5 | 9,1   | 5,0  | 13,2 |
| Средний суточный минимум, °C                  | 2,1  | 1,3  | 3,8  | 8,5  | 13,0 | 17,7 | 21,2 | 21,0 | 16,9 | 12,0 | 7,0   | 3,1  | 10,6 |
| Норма осадков, мм                             | 98   | 82   | 76   | 71   | 71   | 84   | 65   | 71   | 80   | 102  | 111   | 83   | 975  |
| Источник: Метеостатистика Краснодарского края |      |      |      |      |      |      |      |      |      |      |       |      |      |

## История
- 1858 год — на месте заброшенного в ходе мухаджирства адыгского аула Хатуехабль[4] построена крепость Крымская, названная в честь Крымского пехотного полка.
- 1862 год — образована станица Крымская[5]. Сто сорок отслуживших солдат изъявили желание поселиться вокруг крепости. Солдат-поселенцев приписали к кубанскому казачеству, дали им наделы земли. Позднее сюда прибывали казаки из других станиц Кубани, переселенцы с Украины, из южных и центральных районов России, молдаване, понтийские греки.
- 1866 год — начало добычи нефти в районе.
- 1885 год — строительство железнодорожной ветки из Екатеринодара в Новороссийск;
- 1886 год — построена церковь Архангела Михаила;
- 1921 год — открытие Конки
- 1926 год — построен Крымский винный завод[6];
- 1932 год — построен консервный комбинат «Крымский»;
- в 1930—1938 годах — столица Греческого национального района.
- 20 августа 1942 — 5 мая 1943 — оккупация немецкими войсками;
- 28 мая 1958 года — станица получила статус города и имя Крымск[5];

### Наводнение 2012
В ночь с 6-го на 7 июля 2012 большая часть Крымска оказалась затопленной в результате сильнейшего наводнения.
По мнению официальных лиц, основная причина катастрофы — слив с шлюзов Неберджаевского водохранилища, находящегося в районе зверосовхоза (посёлок Жемчужный), и небывалые ливневые дожди. По сообщению Гидрометцентра, за 16 часов в Геленджике выпало 250 мм осадков, в Новороссийске — 275, в Крымске — 220. При этом месячная норма для этих мест — около 70—100 мм.
Данное стихийное бедствие и особенно количество жертв вызвали широкий общественный резонанс и длительную дискуссию в СМИ о причинах наводнения и оценке действий власти ещё до появления официальных выводов специалистов, сопровождаясь появлением большого количества конспирологических теорий.
По одной из альтернативных версий, высказанной в день катастрофы местными экологами, экологом Суреном Газаряном, а также Сергеем Митрохиным, трагедия произошла в результате ночного аварийного сброса воды из Неберджаевского водохранилища (по некоторым мнениям, через открытые шлюзы). Впрочем, по описанию Института безопасности гидротехнических сооружений, в данном водохранилище отсутствуют шлюзовые сооружения. Официальные источники данную информацию также опровергли. В дальнейшем Газарян сам отказался от версии сброса воды из водохранилища, написав в своём блоге, что наблюдал повышенный уровень воды во всех притоках реки Адагума, а не только в реке Неберджай, текущей через водохранилище. Также представители Ростехнадзора пояснили, что у водохранилища отсутствует техническая возможность аварийного сброса воды:
Сам проект гидротехнического сооружения плотины Неберджаевского водохранилища сделан так, что технически невозможно производить сбросы воды в аварийном режиме. Там действительно у плотины есть водосбросные сооружения, но они находятся в верхней части гидротехнического сооружения и работают только в условиях перелива плотины, а его не было. Таким образом, гидросооружение не имело возможности для сброса воды.
Позже следственный комитет заявил о неоднократных сбросах воды в обычном, штатном режиме на Неберджаевском водохранилище в ночь наводнения, но отметил, что они не повлияли на развитие трагедии:
Несмотря на то, что штатный режим предусматривает периодически небольшие выбросы воды, однако этот штатный режим работы дамбы не повлиял на развитие трагических событий. Каких-либо массовых выбросов воды или переливов дамбы не зафиксировано
В Крымске погибло больше 170 человек и очень много домашних животных. Ущерб от наводнения по разным оценкам может достигать от 1 до 4 млрд рублей.
15 июля 2012 губернатор Краснодарского края Александр Ткачёв во время объезда города сообщил жителям, что почти девять миллиардов рублей будет выделено из краевого и федерального бюджетов на восстановление пострадавшего от паводка Крымска. Число разрушенных домов в городе, по последним данным, составляет более 1,3 тысячи.

Объединённый штаб Российского Красного Креста (РКК) по реагированию на чрезвычайную ситуацию в Краснодарском крае объявил сбор средств для помощи пострадавшим и семьям погибших на специальные счета Российского Красного Креста, в список меценатов, оказавших помощь, входят Владимир Кулистиков, Михаил Прохоров, Альберт Авдолян, Сбербанк России, Евроцемент груп и многие другие.

## Население
| 1939    | 1959    | 1967    | 1970    | 1979    | 1989    | 1992    | 1996    | 1998    | 2000    | 2001    | 2002    |
| ------- | ------- | ------- | ------- | ------- | ------- | ------- | ------- | ------- | ------- | ------- | ------- |
| 19 123  | ↗32 803 | ↗40 000 | ↗41 430 | ↗48 175 | ↗50 893 | ↗52 000 | ↗56 800 | ↗57 300 | ↗57 700 | →57 700 | ↘56 623 |
| 2003    | 2005    | 2007    | 2008    | 2009    | 2010    | 2011    | 2012    | 2013    | 2014    | 2015    | 2016    |
| ↘56 600 | ↘56 200 | ↗56 500 | ↗56 700 | ↗57 004 | ↗57 382 | ↗57 400 | ↗58 128 | ↘57 662 | ↘57 125 | ↘56 939 | ↗57 184 |
| 2017    | 2018    | 2019    | 2020    | 2021    | 2023    | 2025    |         |         |         |         |         |
| ↗57 254 | ↘57 229 | ↗57 822 | ↗57 927 | ↘54 597 | ↘54 420 | ↗54 756 |         |         |         |         |         |

На 1 января 2025 года по численности населения город находился на 293-м месте из 1124 городов Российской Федерации.
Национальный состав
По данным Всероссийской переписи населения 2010 года:
| Народ                         | Численность, чел. | Доля от всего населения, % |
| ----------------------------- | ----------------- | -------------------------- |
| русские                       | 47 595            | 82,94 %                    |
| армяне                        | 2 079             | 3,62 %                     |
| украинцы                      | 1 383             | 2,41 %                     |
| татары (вкл. крымские татары) | 1 329             | 2,32 %                     |
| греки                         | 1 036             | 1,81 %                     |
| ассирийцы                     | 698               | 1,22 %                     |
| другие                        | 2 737             | 4,77 %                     |
| не указана национальность     | 525               | 0,91 %                     |
| Всего                         | 57 382            | 100,0 %                    |

По итогам переписи населения 2020 года проживали следующие национальности (национальности менее 0,1 % и другое см. в сноске к строке «Другие»):
| Национальность  | Численность, чел. | Доля     |
| --------------- | ----------------- | -------- |
| Русские         | 46 444            | 85,07 %  |
| Армяне          | 1684              | 3,08 %   |
| Татары          | 856               | 1,57 %   |
| Греки           | 697               | 1,28 %   |
| Украинцы        | 514               | 0,94 %   |
| Турки           | 460               | 0,84 %   |
| Ассирийцы       | 410               | 0,75 %   |
| Крымские татары | 294               | 0,54 %   |
| Езиды           | 142               | 0,26 %   |
| Белорусы        | 113               | 0,21 %   |
| Болгары         | 101               | 0,18 %   |
| Азербайджанцы   | 94                | 0,17 %   |
| Грузины         | 93                | 0,17 %   |
| Узбеки          | 87                | 0,16 %   |
| Молдаване       | 80                | 0,15 %   |
| Немцы           | 80                | 0,15 %   |
| Цыгане          | 59                | 0,11 %   |
| Другие          | 2389              | 4,37 %   |
| Итого           | 54 597            | 100,00 % |

## Экономика

### Промышленность
- Пищевая промышленность:
- «Крымский винный завод», мукомольные предприятия.
- Промышленность строительных материалов:
  - кирпич, бетон, крупные месторождения глины пригодной для производства керамзита и кирпича, строительного камня, кварцевых песков для производства стекла.
- Химическая промышленность:
  - производство полипропиленовой тары.
- Построен российско-турецкий стеклотарный завод.

## Символика
Герб

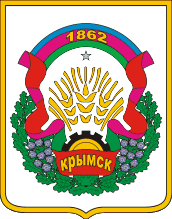
Герб города образца 1999 года.
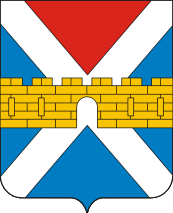
Герб города образца 2007 года.

## Образование
- Крымский технический колледж
- Крымский индустриально-строительный техникум

- СОШ № 1 (Комсомольская ул.)
- СОШ № 2 (ул. Луначарского)
- СОШ № 3 (ул. Свердлова)
- СОШ № 5 (25) (ул. Свердлова)
- СОШ № 6 (ул. Темченко)
- МБОУ Гимназия № 7 (ул. Фадеева)
- СОШ № 9 (ул. Луначарского)
- СОШ № 20 (Привокзальная ул.)
- СОШ № 24 (ул. Ленина)
- СОШ № 25 (ул. Свердлова)
- Крымский филиал Кубанского казачьего кадетского корпуса им. Атамана Бабыча

## Научные учреждения
- Крымская опытно-селекционная станция Всероссийского института растениеводства имени Н. И. Вавилова
- Крымский селекционный центр «Гавриш»

## Культура, искусство, досуг
- Остатки валов Крымской крепости

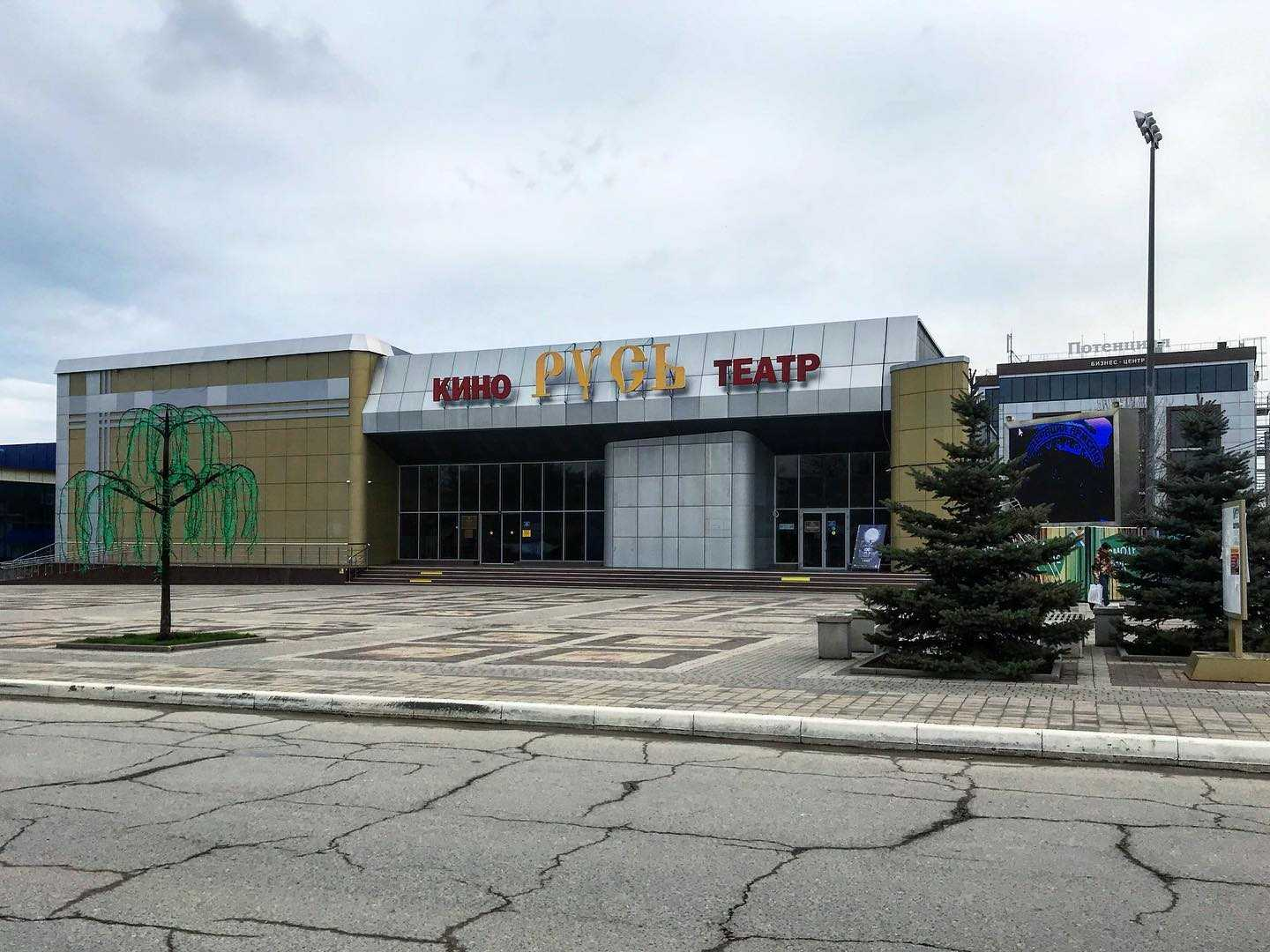
Кинотеатр «Русь»

- Курган Карагодеуашх — погребение меотского вождя последней четверти IV века до н. э. (исследован в 1888 Е. Д. Фелицыным). Обнаруженные в гробнице золотые украшения, серебряные сосуды, чёрнолаковая керамика, амфоры и другие реликвии хранятся в Эрмитаже.
- Городской дом культуры и краеведческий музей.
- Кинотеатр «Русь»
- Мемориал «Сопка героев». Памятник воину-пехотинцу установлен в 1967 году к 22-летию Победы советского народа над фашистской Германией. Высота фигуры солдата — 11,5 м, вместе с постаментом — 15 м.
- «Бабушка-вышка». Село Киевское Крымского района — Родина российской нефти, в 1864 году полковником Новосильцевым в долине реки Кудако была пробурена первая в России нефтяная скважина.
- Грязевой вулкан «Сопка Шуго». Находится в самом начале системы гор большого Кавказа, в 5 км к юго-востоку от станицы Варениковской, Крымского района[45].
- Винодельческий совхоз «Саук-Дере». Он расположен между Новороссийском и Крымском. В винных погребах, достигающих порядка трёх километров длины, хранится самая большая в России коллекция вин: 250 наименований марочных вин, около 100 тысяч бутылок.
- Этнографический центр «Черкесский аул» в селе Фадеево.
- Источник «Святая Ручка» в станице Неберджаевской.
- Лесопосадка в виде гигантских букв «XXX ЛЕТ ПОБЕДЫ»[46]
- Источник святого Феодосия Кавказского в посёлке Горный.
- Двухсотлетний дуб-великан в селении Русском.
- Варнавинское водохранилище. В нём водятся лещ, тарань, судак, чехонь, толстолобик и другие виды рыб.

## Спорт

### Футбол

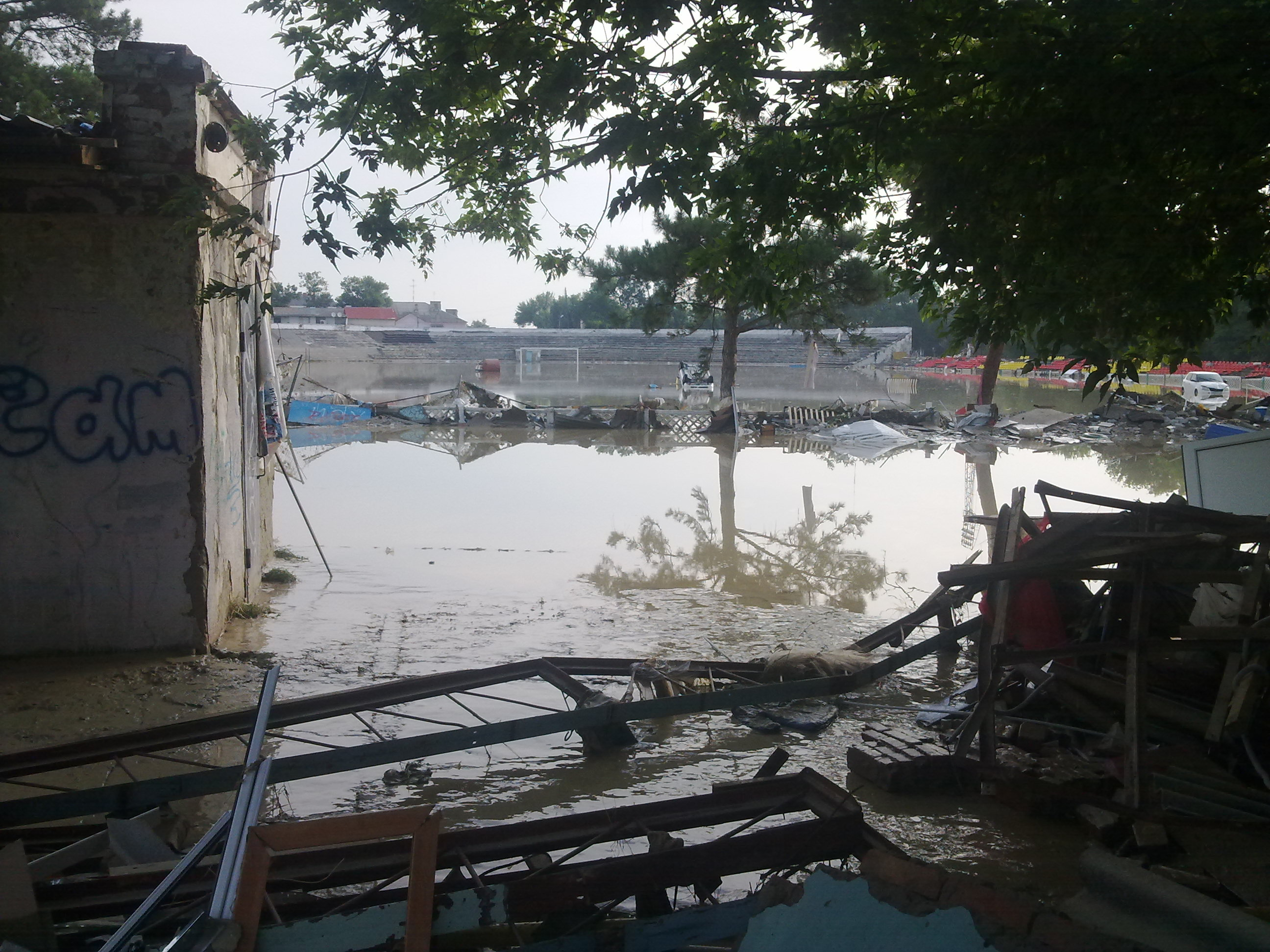
Стадион «Витязь» после наводнения

В Крымске есть любительская команда «Заря», которая выступает в Первой лиге и Кубке губернатора Краснодарского края. В советское время команда из Крымска называлась «Урожай». В советское и уже после распада СССР команды из Крымска становились призёрами областных первенств. В 1994 году была основана «Заря», а с 1996 года команда называлась «Витязь». В 1999 году «Витязь» впервые принял участие во Втором дивизионе России и занял 7 место. Лучшее достижении в Кубке России — 1/32 финала в сезоне 2001/02. На протяжении шести лет команда играла во Второй дивизионе, а в сезоне 2005 команда снялась с соревнований и продолжила выступлений на любительском уровне под названием «Заря».
В 1953 году был построен стадион «Витязь», который был разрушен во время наводнения в 2012 году. «Витязь» был завален разнообразным мусором, занесённым водой. Полностью была разрушена восточная трибуна, часть западной трибуны и минимум 350 метров внешних ограждений. На территории стадиона «Витязь» также был развёрнут аэромобильный госпиталь МЧС России.

## Военные объекты
Севернее города Крымска находится военный аэродром «Крымск». На нём базируется 6972 гвардейская Барановическая Краснознамённая ордена Суворова третьей степени авиационная база 1-го разряда, входящая в состав 7-й бригады ВКО. На вооружении авиабазы состоят истребители Су-27П, Су-27СМ3, Су-30М2, вертолёты Ка-27.